# Faraulep
Faraulep est un atoll corallien constitué de trois îles situé dans les îles Carolines dans l'océan Pacifique. Il appartient aux îles extérieures de Yap. Il constitue une municipalité de l'État de Yap des États fédérés de Micronésie. L'île isolée et inhabitée de Gaferut à 116 km au nord-est lui est rattaché. Dans le cadre des élections législatives internes à l'État de Yap, la municipalité appartient avec celles d'Eauripik et d'Ifalik au quatrième district électoral. Ce district élit pour quatre ans un sénateur au scrutin uninominal majoritaire à un tour,. La municipalité est peuplée de 193 habitants en 2010.

## Géographie
Faraulep est situé à environ 116 km au sud-ouest de Gaferut, à 150 km au nord-est de Woleai, à 695 km à l'est des îles Yap. L'atoll mesure 4,1 km de long pour 3 km de large. Sa superficie est de 7 km2. Les récifs de l'atoll renferment un lagon de 2,336 km2 d'une profondeur maximale de 20 m avec une seule ouverture sur le côté sud-ouest. La superficie totale des terres émergées des trois îlots situés sur le côté est de l'atoll est de 0,422 km2. Ils se nomment, du nord au sud, Fuasubukoru (0,102 km2), Nigaruyaru (0,202 km2) et Eate (0,117 km2).

### Environnement
Dans le cadre d'un plan de gestion environnemental géré par le gouvernement des États fédérés de Micronésie, différents services gouvernementaux des États-Unis et le Programme des Nations unies pour le développement, l'atoll est intégré ainsi que les îles Yap, et les atolls d'Ulithi, Fais et Faraulep, à l'écorégion de la forêt tropicale sèche de Yap. La programme a pour objectif la conservation et l'amélioration des systèmes écologiques marins, terrestres et d'eau douce et de leur diversité tout en répondant aux besoins humains.

### Démographie
L'île de Eate a brièvement constitué une municipalité ainsi que l'atteste un recensement de 1970 avant d'être rattachée à celle de Faraulep. Elle comptait alors 91 habitants.
| 1920       | 1925       | 1930       | 1935       | 1958 | 1967       |
| ---------- | ---------- | ---------- | ---------- | ---- | ---------- |
| 142 (est.) | 155 (est.) | 143 (est.) | 138 (est.) | 112  | 149 (est.) |

| 1973 | 1980 | 1987 | 1994 | 2000 | 2010 |
| ---- | ---- | ---- | ---- | ---- | ---- |
| 132  | 132  | 183  | 223  | 221  | 193  |

## Histoire
L'atoll de Falaurep est observé pour la première fois par les Européens en 1696, par l'espagnol Juan Rodríguez. Les îles Carolines sont sous domination espagnole du XVIe siècle jusqu'à la fin du XIXe siècle, mais la plupart des communautés des îles de l'actuel État de Yap n'ont que peu de contacts avec les Européens et vivent en toute indépendance. En 1885, le bateau « Catherine » échoue sur Faraulep. Le capitaine et son équipage attendront 18 mois avant d'être secourus. Toujours en 1885, à la suite d'un conflit entre l'Espagne et l'Allemagne, l'arbitrage de Léon XIII en confirme la possession à l'Espagne contre des avantages commerciaux pour l'Allemagne. Celle-ci acquiert ces îles en 1899 et les intègrent à la Nouvelle-guinée allemande. En 1891, la compagnie japonaise Nanyo Boeki Murayama Gomei  Kaisha obtient l'autorisation de commercer avec Faraulep. Au début de la première guerre mondiale, en 1914, l'empire du Japon occupe la zone. Cette occupation est légalisée dans le cadre du mandat des îles du Pacifique créé en 1919 par la Société des Nations. Les îles Carolines passent sous le contrôle des États-Unis en 1944 et les administrent en tant que Territoire sous tutelle des îles du Pacifique dans le cadre d'un mandat de l'ONU reçu en 1947. Les États fédérés de Micronésie accèdent à l'indépendance en 1986.

## Toponymie
L'atoll de Faraulep a été dénommé Faraarappu, Faraulip  atoll, Faroilap, Faroulap, Farroilap, Farroilep, Fattoilap, Forroilep, Furaarappu, Gardner, Foeshavlap, Foraulep, Foroilap, Huraarappu.